# Allium reuterianum
Allium reuterianum är en amaryllisväxtart som beskrevs av Pierre Edmond Boissier. Allium reuterianum ingår i släktet lökar, och familjen amaryllisväxter. Inga underarter finns listade i Catalogue of Life.